# ميتاتيرول
ميتاتيرول (بالإنجليزية: Metaterol)‏ هو دواء محاكي الودي من صنف الفينثيلامين.